# Stora Råby

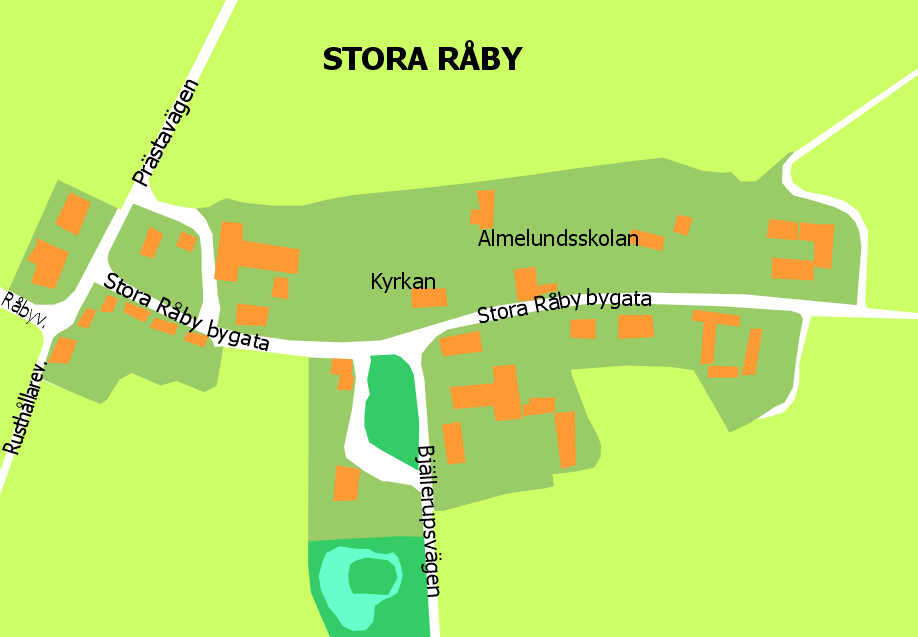
Karta, 2006.

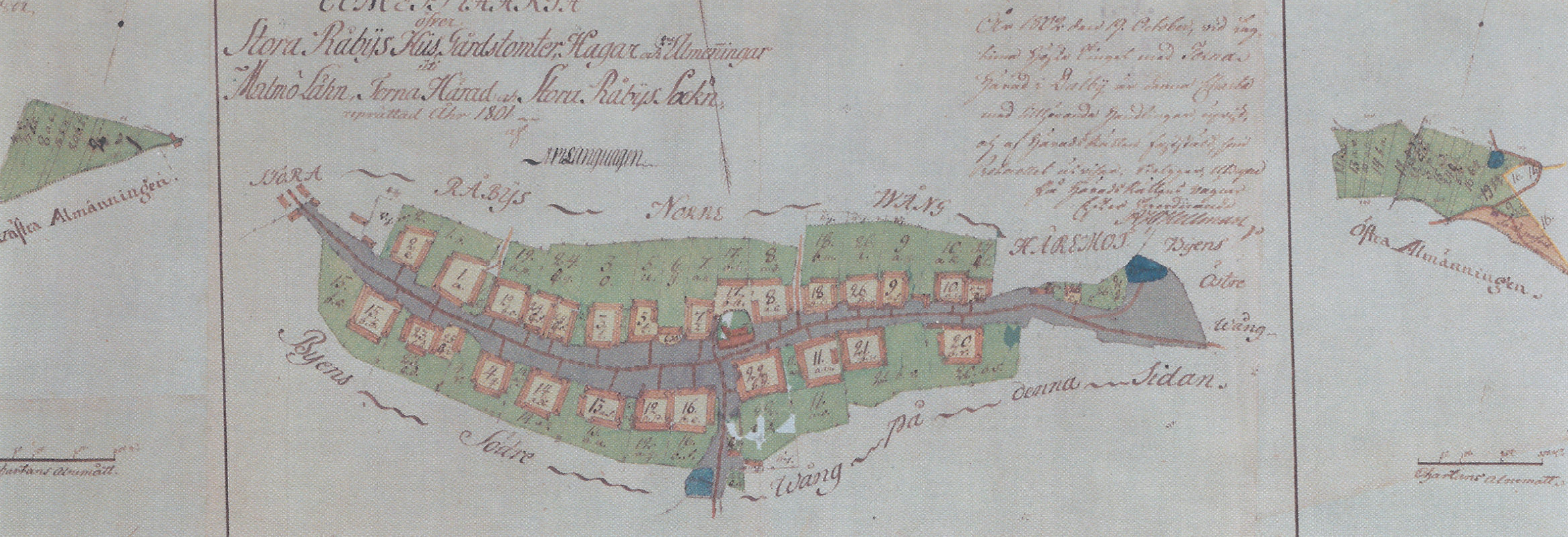
Karta över Stora Råby från 1801.

Stora Råby är en kyrkby i Stora Råby socken i Lunds kommun, belägen sydost
om Lund. Orten var före 2015 en av SCB avgränsad och namnsatt småort, innan den växte ihop med bebyggelsen i Lund.
I byn ligger Stora Råby kyrka, vars äldsta delar är i tidig gotisk stil, samt grundskolan Almelundsskolan.
Byn heter Stora Råby för att skiljas från den tre kilometer bort liggande Lilla Råby, som låg omedelbart utanför Lunds sydöstra stadsvall. Ortnamnets förled Rå- brukar betyda "gräns" och kommer av byns läge vid gränsen mellan Torna härad och Bara härad.